# Jacob Whitesides
Jacob Michael Whitesides (sinh ngày 11 tháng 11 năm 1997) là một ca sĩ - nhạc sĩ sáng tác bài hát người Mỹ đến từ Knoxville, Tennessee. Anh cũng là CEO của hãng thu âm Double U Records.

## Cuộc đời
Jacob Whitesides lớn lên tại Knoxville, Tennessee cùng người mẹ Becky Whitesides và người em gái Sierra. Anh hẹn hò với ca sĩ Bea Miller kể từ tháng 4 năm 2015. Hai người chia tay vào tháng 5 năm 2016.

## Sự nghiệp

### 2008-14: Bắt đầu sự nghiệp,The X Factor
Lớn lên tại Knoxville, Tennessee, Whitesides bắt đầu có hứng thú với âm nhạc sau khi tham gia vào một lễ hội âm nhạc năm 2008. Năm 2012, khi 14 tuổi, anh bắt đầu được chú ý tại nước Mỹ sau khi tham gia The X Factor mùa giải thứ 2.
Anh bắt đầu đăng các video cover bài hát lên Youtube năm 2012. Trong đó, video cover ‘One Thing’ – One Direction của anh đã được thành viên Liam Payne của nhóm chia sẻ trên Twitter cá nhân.
Whitesides phát hành EP đầu tay 3AM - The EP vào ngày 8 tháng 7 năm 2014, bao gồm những bản cover ca khúc của John Legend, Sam Smith, Ed Sheeran, Plain White T's và John Mayer. 3AM - The EP đã chiếm vị trí thứ 26 trên Billboard 200 và vị trí thứ 2 tại  Independent Albums chart.

### 2015-nay: Hãng thu âm mới và album đầu tayWhy?
Vào ngày 14 tháng 2 năm 2015, Jacob Whitesides cho phát hành EP thứ hai mang tên A Piece Of Me sau khi anh phát hành đĩa đơn duy nhất từ EP - "Words".
Tháng 5 năm 2015, Jacob hợp tác với BMG Rights Management để đồng sáng lập ra hãng đĩa DoubleU Records,nơi chính anh làm CEO. Vào tháng 8 năm 2015, anh vinh dự trở thành Radio Disney's "Next Big Thing".
Ngày 21 tháng 10 năm 2015, anh trình diễn đĩa đơn "Secrets" trên Good Morning America, lần đầu anh xuất hiện trên một chương trình truyền hình buổi sáng. Anh phát hành EP thứ ba Faces On Film vào ngày 23 tháng 10 năm 2015. Ngày 3 tháng 12 năm 2015, Spotify cho rằng anh là một trong những nghệ sĩ đáng chú ý trong năm 2016.
Ngày 3 tháng 4 năm 2016, bản cover ca khúc "Uptown Funk" của anh cùng Fifth Harmony, Jasmine V, Mahogany Lox chiến thắng tại hạng mục Best Cover Song tại iHeartRadio Music Awards. Gần một tuần sau, anh cho ra mắt đĩa đơn đầu tiên trích từ album đầu tay "Lovesick" và đồng thời công bố lịch trình của Lovesick Tour diễn ra tại Bắc Mỹ và Châu Âu từ tháng 5 đến tháng 10 năm 2016.
Vào ngày 6 tháng 7 năm 2016, Jacob Whitesides công bố tên album đầu tay của mình sẽ là "Why?" và sẽ được phát hành ngày 9 tháng 9 năm 2016. Ngày 08 tháng 7 năm 2016, Whitesides ra mắt đĩa đơn thứ hai " Focus" và thứ ba, "Open Book" vào ngày 1 tháng 9 năm 2016.
Đầu năm 2017, anh phát hành hai ca khúc là "The Letters" và "Why Can't We All Just Get Along". Tour diễn Basically Happy Tour của anh diễn ra tại Hoa Kỳ từ 24 tháng 5 đến 25 tháng 6 năm 2017.
Trong suốt sự nghiệp của mình, Jacob đã đi lưu diễn cùng Shawn Mendes và nhiều nhân vật nổi tiếng khác trên mạng xã hội trong Magcon Tour năm 2013, mở màn cho The Reflection Tour của Fifth Harmony mùa xuân năm 2015 và hai tour diễn của Ben Rector và Cimorelli năm 2016. Ngoài ra, anh cũng đã hoàn thành nhiều tour diễn khác của riêng mình như The Broke Billionaire Tour, The Lovesick Tour và Basically Happy Tour.
Ngày 27 tháng 10 năm 2017, Jacob phát hành đĩa đơn "Killing Me", mở đường cho album phòng thu thứ hai của anh.

## Danh sách đĩa nhạc

### Album phòng thu
| Tên  | Chi tiết                                                                                        | Peak chart positions | Peak chart positions |
| Tên  | Chi tiết                                                                                        | US[4]                | US Ind. Albums       |
| ---- | ----------------------------------------------------------------------------------------------- | -------------------- | -------------------- |
| Why? | - Phát hành: ngày 9 tháng 9 năm 2016 - Nhãn: Double U Records - ĐỊnh dạng: CD, digital download | __                   | 25                   |

### EP
| Tên           | Chi tiết                                                                                            | Peak chart positions |
| Tên           | Chi tiết                                                                                            | US[4]                |
| ------------- | --------------------------------------------------------------------------------------------------- | -------------------- |
| 3 AM – The EP | - Phát hành: 8 tháng 7 năm 2014 - Nhãn: Loudr - Định dạng: Digital download                         | 26                   |
| A Piece of Me | - Phát hành: 14 tháng 2 năm 2015 - Nhãn: JW Records, Double U Records - Định dạng: Digital download | 75                   |
| Faces on Film | - Phát hành: ngày 23 tháng 10 năm 2015 - Nhãn: Double U Records - Định dạng: CD, digital download   | —                    |

### Đĩa đơn
| Tên                                                         | Năm  | Peak chart positions | Album         |
| Tên                                                         | Năm  | US[4]                | Album         |
| ----------------------------------------------------------- | ---- | -------------------- | ------------- |
| "You're Perfect"                                            | 2014 | —                    | Không có      |
| "Words"                                                     | 2014 | —                    | A Piece of Me |
| "I Know What You Did Last Summer" (featuring Kelly Rowland) | 2015 | —                    | Không có      |
| "Secrets"                                                   | 2015 | —                    | Faces on Film |
| "Lovesick"                                                  | 2016 | —                    | Why?          |
| "Focus"                                                     | 2016 | __                   | Why?          |
| "Open Book"                                                 | 2016 | __                   | Why?          |
| "Killing Me"                                                | 2017 | __                   | __            |

### Video âm nhạc
| Tên                                           | Năm  | Đạo diễn                       |
| --------------------------------------------- | ---- | ------------------------------ |
| "You're Perfect"                              | 2014 | Carl Diebold                   |
| "Words"                                       | 2014 | Cameron Johnson Darwin Darling |
| "Baby It's Cold Outside" (with Orion Carloto) | 2014 | Cameron Johnson Darwin Darling |
| "Not My Type at All" (lyric video)            | 2015 | William Hereford               |
| "Not My Type at All"                          | 2015 | Cameron Fife                   |
| "Let's Be Birds"                              | 2015 | Julia Muecke                   |
| "Ohio"                                        | 2015 | Roman Luck                     |
| "Lovesick"                                    | 2016 | Cameron Fife                   |
| "Focus"                                       | 2016 | Paul Costabile                 |
| "Open Book"                                   | 2016 | Chris Crutchfield              |
| "The Letter"                                  | 2017 | Jacob Whitesides Mark Siegel   |